# Valhaj
Valhaj (Rhincodon typus) är världens största haj och likaså den största levande fiskarten. Valhajen är den enda arten i släktet Rhincodon som i sin tur är det enda släktet i familjen valhajar (Rhincodontidae).
Arten identifierades och beskrevs 1828, trots att valhajen (djurfamiljen) funnits i cirka 60 miljoner år. 1984 beskrevs familjen Rhincodontidae. Kunskapen om valhajen är förhållandevis begränsad.

## Utseende
Individerna når vanligen en längd av 10 meter. Det största tillförlitligt mätta exemplaret uppmättes till 12,65 meter. Det finns gott om historier om valhajar på 18–20 meter men än så länge finns inget bevis för detta.
Valhajen saknar taggar eller mjuka fenstrålar i rygg- och analfenan. Den har en gråblå till brungrön grundfärg på ovansidan med många glest fördelade gula eller vita punkter. Ofta förekommer även några längs- och tvärgående ljusa strimmor. Undersidan har en gul eller vit färg. Huvudet kännetecknas av en bred och avplattad nos. Vid näsborrarna förekommer rudimentära skäggtöm. Av artens fem stora gälöppningar ligger den femte bakom bröstfenan. Valhajen har många små tänder i munnen. För att fånga födan har den däremot strukturer vid gälarna som liknar ett såll.

## Utbredning
Arten förekommer i alla tropiska och subtropiska havsområden ungefär från 30° nord till 35° syd. Den har registrerats så långt norrut som Fundybukten i Kanada vid 45° nord och så långt söderut som delstaten Victoria i Australien vid 37° syd. I Stilla havet dokumenterades exemplar norrut till Ochotska havet. Valhajen undviker områden där ytvattnets temperatur är lägre an 21°C.
Vid särskilda tidpunkter på året samlas valhajar på olika platser, som exempelvis Ningaloorevet i västra Australien, Isla de Utila i Honduras, Pemba och Zanzibar i Tanzania, vid Donsol på södra Luzon, Filippinerna, och vid kusterna utanför Djibouti, och även vid Similan Islands i Thailand.

## Ekologi
Denna haj är en planktivor (äter plankton). Valhajen filtrerar zooplankton vid ytan som mestadels består av hoppkräftor och fiskägg. Ibland ingår mindre eller större fiskar också i födan såsom makrill, sardiner, ansjovis och mindre tonfiskar. Valhajen livnär sig även på fiskägg och äggen som släpps från koraller under korallblomning. När arten äter "står" den ofta med huvudet uppåt. Den öppnar munnen och gälöppningarna rytmiskt med 7 till 28 öppningar per minut.
Enligt ett fåtal studier vandrar arten vanligen 24 till 28 km per dag men uppgiften behöver bekräftas av fler undersökningar. Arten kan dyka till ett djup av 1 930 meter. Varför valhajen besöker havets mesopelagiska och batypelagiska zoner är inte helt utrett. Antagligen dyker arten vid brist på föda nära havsytan.
Tillsammans med tonfisk och andra medelstora fiskar kan valhajar samlas i stim på upp till 25 individer. Detta sker i samband med att mindre fiskarter leker och släpper ägg. Ibland bildas grupper med upp till 100 exemplar. Individerna vistas ofta i det öppna havet men de besöker även mynningsvikar, korallrev och laguner. Arten utför långa vandringar men den besöker samma plats vanligen under samma årstid.
Äggen kläcks inuti honans kropp (ovovivipari) och per tillfälle föds 300 eller några fler ungar. Honor blir könsmogna när de är 438 till 562 cm långa. Livslängden går upp till 80 år. Ofta bildas flockar av exemplar som har ungefär samma ålder och kön. Hanar från olika regioner blev könsmogna vid en längd av 700 till 920 cm.
En hona från Taiwan hade embryon i olika storlekar i kroppen. Därför antas att honor kan spara hanens sädesvätska så att äggen befruktas under olika tider.

Valhaj i Georgias offentliga akvarium.

## Valhaj och människor

### Fiske
Fiskkött från arten säljs färskt, torkat, fryst och saltat. Dessutom utvinns hajleverolja och fenorna förarbetas till hajfenssoppa. Brosk från valhajen används i den traditionella medicinen.

### Bevarandestatus
Arten fiskas som mat och den hamnar som bifångst i fiskenät. Flera exemplar skadas när de kolliderar med fartyg. Intensivare fiske på valhajen förekommer till exempel i södra Kina och Oman. Den fiskades även intensiv av fartyg från Indien, Filippinerna, Taiwan och Maldiverna men under 1990-talet fick arten i dessa stater skyddsstatus.
Valhajen är vanlig som bifångst vid fiske på tonfisk på grund av att de ofta vistas bredvid varandra.
Katastrofer som explosionen av oljeplattformen Deepwater Horizon i Mexikanska golfen kan skada lokala populationer allvarligt.
IUCN uppskattar att populationerna i Indiska oceanen och Stilla havet minskade med 75 procent under de senaste 75 åren (tre generationer räknat från 2016). Under samma tid minskade beståndet i Atlanten med cirka 25 procent. Valhajen listas därför som starkt hotad (EN).
I några regioner blev valhajskådning en betydande inkomstkälla för den lokala turistindustrin.